# 5892 Milesdavis
5892 Milesdavis (of 1981 YS1) is een Marskruisende planetoïde. Hij werd op 23 december 1981 ontdekt door het Paarse Berg-observatorium in China. De planetoïde is vernoemd naar de beroemde Amerikaanse jazztrompettist Miles Davis.